# 王璽 (天順進士)
王璽（1430年—？），字大用，直隸大名府開州長垣縣人，明朝政治人物。同進士出身。

## 生平
景泰元年（1450年）庚午科順天府鄉試第四名。天順四年（1460年）庚辰科三甲第一百零二名進士。历官至湖广德安府知府，成化二十年（1484年）二月升陝西苑馬寺卿。

## 家族
曾祖父王六、祖父王克銘、父亲王時佐。